# Arteria frontobasal medial
La arteria frontobasal medial es una arteria que se origina en la porción postcomunicante de la arteria cerebral anterior. No presenta ramas.

## Distribución
Se distribuye hacia la corteza del lóbulo frontal medioinferior.